# Thysanomitrion miserum
Thysanomitrion miserum är en bladmossart som beskrevs av Brotherus 1924. Thysanomitrion miserum ingår i släktet Thysanomitrion och familjen Dicranaceae. Inga underarter finns listade i Catalogue of Life.